# В ліс
В ліс — канадський апокаліптичний незалежний драматичний фільм 2015 року, сценаристом і режисером якого стала Патрисія Розема, заснований на книзі Джина Гегланда (1996 року).

## Сюжет
Альтернативна історія сучасного світу, де відбувається невідома раніше людству загадкова криза. Електрика на всій Землі відразу відключається, люди впадають у масову паніку. Продукти харчування і все необхідне для життя швидко скуповується. Починається жорстоке мародерство, з яким влада не може впоратися.
По тому настає глобальне «затишшя» в очікуванні ясності перед незвіданими подіями.
У центрі оповіді дві сестри, які відпочивали далеко від міста у лісі. Вони спокійно живуть в ізоляції, поки не закінчуються запаси їжі. Їм доведеться мати справу із загрозою нового світового порядку.

## Знімались
| Актор             | Роль           |
| ----------------- | -------------- |
| Елліот Пейдж      | Нелл           |
| Еван Рейчел Вуд   | Ева            |
| Макс Мінгелла     | Елі            |
| Каллум Кейт Ренні | Роберт         |
| Майкл Еклунд      | Стен           |
| Венді Крюсон      | Мати           |
| Крістал Пайт      | Рубі           |
| Лорні Кардінал    | Джеррі         |
| Сенді Сідху       | Глузлива жінка |